# Cantón de Écos
El cantón de Écos era una división administrativa francesa, que estaba situada en el departamento de Eure y la región de Alta Normandía.

## Composición
El cantón estaba formado por veintitrés comunas:
- Berthenonville
- Bois-Jérôme-Saint-Ouen
- Bus-Saint-Rémy
- Cahaignes
- Cantiers
- Château-sur-Epte
- Civières
- Dampsmesnil
- Écos
- Fontenay
- Forêt-la-Folie
- Fourges
- Fours-en-Vexin
- Gasny
- Giverny
- Guitry
- Heubécourt-Haricourt
- Mézières-en-Vexin
- Panilleuse
- Pressagny-l'Orgueilleux
- Sainte-Geneviève-lès-Gasny
- Tilly
- Tourny

## Supresión del cantón de Écos
En aplicación del Decreto n.º 2014-241 de 25 de febrero de 2014, el cantón de Écos fue suprimido el 22 de marzo de 2015 y sus 23 comunas pasaron a formar parte; veinte del nuevo cantón de Les Andelys y tres del nuevo cantón de Vernon.